# だい・だい・だいすき!たい・たい・たいせつ!
「だい・だい・だいすき!たい・たい・たいせつ!」は、2013年5月22日にHIプロジェクトから発売された渡邉このみの1枚目のシングル。

## 収録曲
1. だい・だい・だいすき!たい・たい・たいせつ!
  - 作詞：はがまさみつ、作曲：KENGO（Psalm）
2. 包みたい 包まれたい
  - 作詞：はがまさみつ、作曲：KENGO（Psalm）
  - フルート：渡邉遊月、岩井香那
3. だい・だい・だいすき!たい・たい・たいせつ!（Instrumental）
4. 包みたい 包まれたい（Instrumental）